# Die Baumhauskönige
Die Baumhauskönige (Originaltitel: Bouwdorp, wörtlich „Baudorf“) ist ein niederländischer Kinderfilm aus dem Jahr 2014. Er startete am 7. April 2016 in den deutschen Kinos im Verleih von farbfilm.

## Handlung
Die Freunde Ziggy und Bas nehmen seit Jahren an einem Feriencamp teil, in dem es darum geht, aus Altholz den höchsten Turm zu bauen. Sie haben bislang immer gemeinsam gewonnen. Doch wegen einer Eifersüchtelei schließt sich Bas nun dem Team „F. C. Cola“ an, dessen charakterlich fragwürdige Mitglieder Ziggy offen verachten und schikanieren, woran sich Bas zunächst widerwillig beteiligt. Ziggy schließt sich dem Team seines kleineren Bruders Flin an, das einfallsreich dagegenhält, während Bas erleben muss, dass er wegen seines Verhaltens Ziggy gegenüber von vielen gemieden wird, selbst von Elena, in die er verliebt ist. Als „F. C. Cola“ Flin gefangen nimmt, um die Herausgabe von Baumaterial zu erpressen, erklärt der tief enttäuschte Ziggy „F. C. Cola“ den Krieg und fordert sie zu einer geheimen Schlacht abends im Wald heraus. Dabei gewinnt Ziggys Team die Oberhand, doch dann wird Flin, der mit Elena den Kampf verhindern wollte, durch eine von Ziggy aufgestellte Falle verletzt. Dieses Ende lässt die Jungen über ihr Verhalten und die Folgen nachdenken. Ziggy und Bas finden wieder zusammen.

## Kritik
Der  Filmdienst urteilt, der „schwungvolle Abenteuerfilm für Kinder schildert, wie schnell Missverständnisse und mangelnde Kommunikation eine solide Freundschaft untergraben können“. Trotz „inszenatorischer Schwächen“ bleibe er „nah an der kindlichen Erlebniswelt“ und biete „der Zielgruppe gute Unterhaltung“.